# Phillip Mwene
Phillipp Mwene (sinh ngày 29 tháng 1 năm 1994) là một cầu thủ bóng đá chuyên nghiệp người Áo thi đấu ở vị trí hậu vệ cho câu lạc bộ Mainz 05 tại Bundesligavà đội tuyển quốc gia Áo.

## Liênkết ngoài
- Hồ sơ Lưu trữ ngày 1 tháng 10 năm 2023 tại Wayback Machine tại trang web PSV Eindhoven
- Phillipp Mwene tại kicker.de (bằng tiếng Đức)
- Phillip Mwene tại Soccerway
- Hồ sơ OEFB